# 大気拡散
大気拡散 (Atmospheric dispersion) とは、大気中に放出された物質が拡散していくことである。この現象を予測するために様々な数理モデルが考えられており、主に大気汚染予測などの分野で用いられている。
煙突における大気拡散は、正規分布形で表されることが多い。
煙突から横方向にたなびく煙に対して、風下方向をx 軸、水平幅方向をy 軸、鉛直方向をz 軸とし、煙突が建っている地点の地表を原点とする。このとき、煙の濃度C は次式で表される：
{\displaystyle C={\frac {Q}{2\pi \sigma _{y}\sigma _{z}U}}\exp \left(-{\frac {y^{2}}{2\sigma _{y}^{2}}}\right)\left\{\exp \left(-{\frac {(H_{\mathrm {e} }-z)^{2}}{2\sigma _{z}^{2}}}\right)+\exp \left(-{\frac {(H_{\mathrm {e} }+z)^{2}}{2\sigma _{z}^{2}}}\right)\right\}}
ここで
- σy , σz ：煙の水平方向および鉛直方向の拡散幅を表す量（標準偏差）
- U ：風速（x 方向に吹くものとする）
- Q ：煙源強度、煙突から単位時間に排出される汚染物質の量
- He ：煙突の実高さ

拡散幅σy 、 σz は気象条件によって左右される。
- 風下距離とともに増大する。
- 大気安定度が不安定だと大きく、安定だと小さい。

さらにσy については、以下の条件もある：
- 測定時間（捕集時間）が長いほど大きい。
- 風速が遅いほど大きい。
- 地形が複雑だと大きい。都会は農村地帯より大きい。

大気汚染防止法では、拡散幅σy 、 σz を拡散係数Cy 、 Cz に置き換えたサットンの式を採用している。